# Blur (videogioco)
Blur è un videogioco di corse del 2010, sviluppato da Bizarre Creations e pubblicato da Activision per PlayStation 3, Xbox 360 e Windows.

## Modalità di gioco
Il gioco è disponibile nelle modalità:
- Carriera, il giocatore incontrerà numerosi personaggi che dovrà sfidare, per poter sbloccare nuove autovetture, le sfide sono composte principalmente da luci, che sono composte dai fan e dai obiettivi del tracciato, ma per ottenere queste luci ci si deve piazzare tra i primi tre qualora si tratti di una gara od ottenere il terzo tempo nelle prove cronometrate od ottenere il terzo punteggio nelle sfide a demolizione, ovviamente anche il piazzamento finale delle competizione influisce sul numero delle luci.
- Sfida da corsa, si possono inviare le sfide ad un amico. Se il secondo giocatore batte il tempo, può re-inviare la sfida aggiornata al mittente. Queste sfide vanno avanti e indietro fino a quando una persona ammette la sconfitta. I giocatori possono utilizzare il pulsante "Share" e dopo i loro risultati potranno essere posti su Twitter o Facebook.
- Multiplayer, il gioco può essere giocato fino a 4 giocatori tramite split screen oppure contro sfidanti on-line, fino a un massimo di 20.
Un tipo di modalità viene chiamata "World Tour" è essenzialmente una scelta rapida di gioco per i giocatori che vogliono entrare velocemente in una partita. Qui ad ogni giocatore viene assegnato un'auto a caso e gettato in una serie casuale di corse con un set di regole standard. Altre modalità multiplayer possono essere sbloccate quando i punti di fan superano un determinato valore.

Il gioco offre molte auto su licenza che spaziano dalla Dodge Viper a Lotus Exiges di Ford Transit Van dotati di motori F1 (sono inclusi anche alcuni modelli speciali disegnati da Bizarre Creations), che hanno tutti la modellazione completa danni e tratti distinti, come accelerazione, velocità, Grip e stabilità. Ci sono anche alcune versioni pesantemente riviste dei normali ambienti urbani, come il fiume halfpipe di Los Angeles e varie parti di Londra, in modo da rendere le gare più divertente.
Durante il gioco si possono raccogliere diversi potenziamenti ed usarli contro gli avversari o altri potenziamenti ed esegue acrobazie certo modo durante le gare, in modo da guadagnare punti fan, inoltre ogni circuito ha una midracer, attivabile attraverso una specifica icona oscillante presente lungo il circuito, la quale deve essere completata attraversando diversi portali, ed una volta terminata si otterranno dei punti fan, ma esistono anche altri obiettivi che sono presenti solo in determinati circuiti o situazioni, che richiedono d'eseguire una determinata azione in un tempo prestabilito, sempre per ottenere punti fan.

## Beta
La versione beta per Blur è iniziata l'8 marzo e distribuiti a siti come GameSpot e GameSpy. La versione beta permette al giocatore di testare sei circuiti, quattro modalità di gioco, 14 veicoli con licenza e oltre 30 sfide. La versione beta permette inoltre ai giocatori di connettersi a Twitter per pubblicare gli aggiornamenti attraverso il gioco. Blur avviò una versione beta pubblica a partire dal 6 aprile, attraverso il Marketplace di Xbox Live, la quale si è conclusa il 10 maggio.
Una demo multiplayer generale è stato pubblicato dopo l'uscita del gioco completo il 3 giugno, che rimase a disposizione del pubblico fino al 22 giugno.

## Accoglienza
| Testata                            | Giudizio |
| ---------------------------------- | -------- |
| GameRankings (media al 30-01-2020) | 82.82%   |
| Metacritic (media al 30-01-2020)   | 82%      |
| 1UP                                | B+       |
| EuroGamer                          | 8/10     |
| IGN                                | 7/10     |
| GameSpot                           | 8/10     |
| Game Informer                      | 8.5/10   |
| GameTrailers                       | 8.7/10   |
| NTSC-uk                            | 9/10     |

Il gioco è stato generalmente ben accolto dalla critica, con un punteggio Metacritic di 83/100 su Xbox 360 e un 82/100 su PlayStation 3 e PC.
Brian Rowe di GameZone ha dato un punteggio di 7,5/10 al gioco. "Nel single-player, Blur è un gioco abbastanza buono. Tuttavia, a causa delle corse ripetitive e lo sblocco di nuove auto non danneggiabili e personalizzabili, diventa piuttosto noioso. La modalità multiplayer di Blur, invece, è semplicemente esilarante! Ho applaudito per la vittoria, ho urlato di rabbia, ho amato ogni istante del gioco.".
NTSC-uk ha elogiato l'equilibrio della meccanica degli accessori e l'inclusione di una modalità off-line multiplayer (fino a quattro giocatori), affermando che "il franchise di Mario Kart ha finalmente una degna concorrenza.". Malgrado ciò, ha criticato l'organizzazione della classifica come "squilibrata".
Due recensori del talk-show australiano Good Game hanno dato al gioco un punteggio, rispettivamente, di 7/10 e 8/10.

### Vendite
Negli Stati Uniti, Blur ha venduto 31 000 copie nei primi cinque giorni dalla pubblicazione secondo la NPD Group.
Il 16 novembre 2010, Activision ha annunciato che stava chiudendo Bizarre Creations, affermando "Negli ultimi tre anni da quando il nostro acquisto di Bizarre Creations, i fondamentali del genere racing sono notevolmente cambiate. Anche se abbiamo fatto un investimento consistente nella creazione di un nuovo IP , Blur, non ha trovato un pubblico commerciale. Bizarre è una squadra di grande talento di sviluppatori, tuttavia, a causa dei fattori economici più generali che incidono sul mercato, stiamo esplorando le nostre opzioni riguardanti il futuro dello studio, compresa una vendita potenziale del business ", decisione annunciata nel gennaio 2011, con la chiusura dello studio.

## Progetti futuri
Blur doveva avere un seguito chiamato Blur 2 e la data di uscita era prevista per il 2012, ossia due anni dopo quella di Blur, tuttavia il gioco venne cancellato a causa della chiusura di Bizarre Creations. Nel 2019 venne trovata una build prototipo in un dev kit di una Xbox 360; la build del gioco apparentemente è stata datata 9 Novembre 2010 un paio di mesi dopo l'uscita del gioco originale.